# Philodromus hierosolymitanus
Philodromus hierosolymitanus is een spinnensoort in de taxonomische indeling van de renspinnen (Philodromidae).
Het dier behoort tot het geslacht Philodromus. De wetenschappelijke naam van de soort werd voor het eerst geldig gepubliceerd in 1977 door Gershom Levy.